# Batrachoides goldmani
Espèce
Statut de conservation UICN

LC : Préoccupation mineure
Batrachoides goldmani est une espèce de poissons de la famille des Batrachoididae (ordre des Batrachoidiformes). C'est le seul représentant du genre Batrachoides à évoluer en eau douce.

## Systématique
L'espèce Batrachoides goldmani a été décrite en 1902 par les ichtyologistes américains Barton Warren Evermann (1853–1932) et Edmund Lee Goldsborough (d) (1868-1953),.

## Distribution
Batrachoides goldmani est la seule espèce de ce genre à vivre en eau douce. On la retrouve dans le Río Usumacinta, un fleuve traversant les États de Chiapas et de Tabasco, au Mexique mais également au Guatemala et a été récemment découverte dans le río Mescalpa, un affluent du Río Grijalva.

## Écologie

### Environnement
Il évolue en eaux douces et est démersal comme tous les autres espèces du genre Batrachoides. Il évolue dans des milieux tropicaux.

### Caractéristiques morphologiques
Batrachoides goldmani présente une taille maximale de 21,6 cm et de grands yeux,. Il présente une squamation de la tête modérée qui s’étend jusqu’au canal supra-temporal. Il porte peu de pores latéraux, de rayons de nageoires et de vertèbres (environ 31). Il possède quelques glandes de nageoire pectorale.
Il possède des dents plus longues, plus fines et plus pointues que n’importe quelle autre espèce du genre. Une deuxième rangée de dents peut même s’observer chez les grands adultes.[réf. nécessaire]
Il est très semblable à Batrachoides manglae, que l’on retrouve dans l’Atlantique ouest, tant par la taille du corps, que part la squamation de la tête et les faibles valeurs de la plupart des autres caractères. Cependant, il possède des nageoires pectorales significativement plus grandes.

### Reproduction
Le seul mâle qui a été observé comme étant apparemment mature est le grand holotype de 21,6 cm. Les femelles semblent être matures à partir de 10,6 cm. Une femelle de 19,3 cm a été observée et avait 88 œufs d’environ 4 mm de diamètre.[réf. nécessaire]

### Régime alimentaire
Une analyse du régime alimentaire a été opérée sur six individus (de 7 à 21 cm) qui avaient tous leur intestin rempli de nourriture. Cette espèce de Batrachoides se nourrit de crabes, de poissons (présence d’os de poissons et d’écailles). Des morceaux d’insectes ont également été trouvés dans l'intestin de certains poissons.[réf. nécessaire]

## Étymologie
Son épithète spécifique, goldmani, lui a été donnée en l'honneur d'Edward Alphonso Goldman (1873-1946) qui a participé à la collecte du spécimen type,.

## Publication originale
- (en) Barton Warren Evermann et Edmund Lee Goldsborough, « A Report on Fishes Collected in Mexico and Central America, with Notes and Descriptions of Five New Species », Bulletin of the United States Fish Commission, Washington, Inconnu, vol. 21,‎ 1902, p. 137-159 (OCLC 1506338, lire en ligne).